# Roman Matykowski
Roman Matykowski (ur. 12 marca 1950 w Poznaniu) – polski naukowiec, geograf.
Stopień magistra otrzymał w 1974 na Wydziale Biologii i Nauk o Ziemi Uniwersytetu im. Adama Mickiewicza w Poznaniu pisząc pracę "Struktura regionalno-administracyjna powiatu Krotoszyn na podstawie powiązań usługowych" pod opieką prof. Zbyszko Chojnickiego. Ze względu na nieuregulowany stosunek do służby wojskowej nie udało mu się w tym samym roku rozpocząć studiów doktoranckich w Instytucie Geografii PAN. W 1975 roku rozpoczął służbę wojskową w  Szkole Oficerów Rezerwy przy Wyższej Szkole Oficerskiej Wojsk Artylerii i Rakietowych w Toruniu oraz w jednostce Pomorskiego Okręgu Wojskowego. Od 1976 roku pracował jako meteorolog w IMGW w Poznaniu. W 1977 roku został zatrudniony w Instytucie Geografii UAM jako pracownik inżynieryjno-techniczny, a następnie starszy asystent. W 1987 roku obronił doktorat promowany przez Zbyszko Chojnickiego pod tytułem "Struktura przestrzenna Gniezna i przemieszczenia jego mieszkańców". W 2011 roku otrzymał stopień doktora habilitowanego na podstawie dorobku naukowego.